# 長南実
長南 実（ちょうなん みのる、1920年 - 2007年）は、日本のスペイン文学者、翻訳家。東京外国語大学名誉教授。

## 経歴
東京外国語大学に入学して会田由に師事。卒業後は天理大学助教授に就いた。その後、母校である東京外国語大学教授となった。大学でスペイン語を教授するとともに、多くの翻訳を手掛けた。

## 著書
- 『スペイン語便覧』（会田由共著、評論社） 1961
- 『スペイン語への招待 スペイン語20日間』（大学書林） 1963

## 翻訳
- 『アメリゴ・ヴェスプッチの書簡集』（岩波書店、大航海時代叢書1） 1965
- 『シナ大王国誌』（ゴンサーレス・デ・メンドーサ、矢沢利彦共訳、岩波書店、大航海時代叢書6） 1965
- 『ギネー発見征服誌』（アズララ、川田順造共訳、岩波書店、大航海時代叢書2） 1967
- 『ドン・キホーテをめぐる省察』（ オルテガ、白水社、オルテガ著作集1） 1970、のち新版 1998
- 『プラテーロとわたし』（J・R・ヒメネス、主婦の友社、ノーベル賞文学全集） 1971、のち岩波文庫 2001、のち改題『プラテーロとぼく』（岩波少年文庫） 1975
- 『血の婚礼』（ガルシア・ロルカ、学習研究社、世界文学全集） 1978.5
- 『マリアナ・ピネーダ』（ロルカ、沖積舎、ロルカ戯曲全集1） 1984.7
- 『インディアス史』（ラス・カサス、増田義郎共訳、岩波書店、大航海時代叢書） 1981 - 1992、のち岩波文庫 全7巻（石原保徳編） 2009
- 『裁かれるコロンブス』（ラス・カサス、岩波書店、アンソロジー新世界の挑戦1） 1992
- 『歴史の発見』（ラス・カサス、岩波書店、アンソロジー新世界の挑戦13） 1994
- 『エル・シードの歌』（岩波文庫） 1998
- 『オルメードの騎士』（ロペ・デ・ベガ、岩波文庫） 2007.8
- 『最初の世界一周航海』（マゼラン、岩波文庫） 2011.3